# Норт-Фейр-Оукс (Каліфорнія)
Норт-Фейр-Оукс (англ. North Fair Oaks) — переписна місцевість (CDP) в США, в окрузі Сан-Матео штату Каліфорнія. Населення — 14 687 осіб (2010).

## Географія
Норт-Фейр-Оукс розташований за координатами 37°28′31″ пн. ш. 122°12′12″ зх. д. / 37.47528° пн. ш. 122.20333° зх. д. (37.475374, -122.203439).  За даними Бюро перепису населення США в 2010 році переписна місцевість мала площу 3,11 км², уся площа — суходіл.

## Демографія
Згідно з переписом 2010 року, у переписній місцевості мешкало 14 687 осіб у 3919 домогосподарствах у складі 2931 родини. Густота населення становила 4725 осіб/км².  Було 4107 помешкань (1321/км²).
Расовий склад населення:
| - 48,1 % — білих - 3,7 % — азіатів - 1,6 % — чорних або афроамериканців - 1,5 % — вихідців з тихоокеанських островів - 1,0 % — корінних американців - 39,0 % — осіб інших рас |

До двох чи більше рас належало 5,1 %. Частка іспаномовних становила 73,1 % від усіх жителів.
За віковим діапазоном населення розподілялося таким чином: 27,7 % — особи молодші 18 років, 65,7 % — особи у віці 18—64 років, 6,6 % — особи у віці 65 років та старші. Медіана віку мешканця становила 31,0 року. На 100 осіб жіночої статі у переписній місцевості припадало 113,0 чоловіків;  на 100 жінок у віці від 18 років та старших — 115,0 чоловіків також старших 18 років.
Середній дохід на одне домашнє господарство  становив 94 092 долари США (медіана — 64 851), а середній дохід на одну сім'ю — 93 486 доларів (медіана — 54 216). Медіана доходів становила 40 570 доларів для чоловіків та 36 321 долар для жінок. За межею бідності перебувало 22,4 % осіб, у тому числі 38,6 % дітей у віці до 18 років та 7,5 % осіб у віці 65 років та старших.
Цивільне працевлаштоване населення становило 7279 осіб. Основні галузі зайнятості: науковці, спеціалісти, менеджери — 21,1 %, освіта, охорона здоров'я та соціальна допомога — 16,3 %, будівництво — 11,5 %, роздрібна торгівля — 10,3 %.